# Kościół św. Michała Archanioła w Rudzińcu
Kościół św. Michała Archanioła w Rudzińcu – zabytkowy kościół katolicki znajdujący się w Rudzińcu w powiecie gliwickim w województwie śląskim. Jest kościołem parafialnym w dekanacie Ujazd w diecezji opolskiej.
Świątynia znajduje się na Szlaku Architektury Drewnianej województwa śląskiego.

## Historia
Pierwsze wzmianki o kościele w Rudzińcu pochodzą z 1447. W 1 połowie XVII świątynia przeszła w ręce protestantów. Obecny kościół wybudowany został w 1657 (data pod oknem prezbiterium) z fundacji Wacława Pełki, ówczesnego właściciela Rudzińca. Na belce zrębowej za ołtarzem zachowany jest napis „Ioan Joannes Machocsky”, prawdopodobnie jest to podpis cieśli, który budował kościół. W 2 połowie XVII kościół, znów katolicki, stał się filią parafii w Rudnie. W roku 1853 do kościoła dostawiono wieżę – dzwonnicę, w 1872 wykonano ceglaną podmurówkę. W 1936 wykonano zachodni przedsionek. Od 1945 kościół w Rudzińcu jest kościołem parafialnym.

## Architektura
Kościół jest orientowany, drewniany na ceglanej podmurówce, o konstrukcji zrębowej z wieżą - dzwonnicą o konstrukcji słupowej. Nawa na rzucie zbliżonym do kwadratu. Prezbiterium jest węższe, prostokątne, zamknięte trójbocznie. Do prezbiterium od strony północnej przylega prostokątna zakrystia. Od strony zachodniej do nawy kościoła dostawiona jest wieża z kruchtą w przyziemiu, do niej przylega od zachodu przedsionek o konstrukcji szkieletowej. Wieża, przedsionek, zakrystia oraz górne partie nawy i prezbiterium są oszalowane deskami. Nawa i prezbiterium kryte są odrębnymi, 2-spadowymi dachami z pokryciem gontowym. Wieża zwieńczona jest dachem ostrosłupowym, 4-spadowym. Elewacje nawy i prezbiterium wzbogacają gontowe zadaszenia.
Kościół otoczony jest cmentarzem. Naprzeciw kościoła znajduje się murowana kapliczka przydrożna z XVIII/XIX wieku.

## Wnętrze
Kościół jest 1-nawowy z chórem muzycznym w części zachodniej nawy, wspartym na 6 słupach. Drzwi z kruchty do nawy drewniane, deskowe z XVII-wiecznymi okuciami. Prezbiterium jest węższe i niższe od nawy. Tęcza posiada kształt prostokątny, w 1936 została wzmocniona żelaznymi szynami. Belka tęczowa z krucyfiksem, widoczna na zdjęciach z 1943, nie zachowała się. W prezbiterium znajduje się pozorne  sklepienie kolebkowe, w nawie, zakrystii i przedsionku – strop belkowy podbity deskami.

## Wystrój i wyposażenie
Całe wnętrze kościoła udekorowane jest polichromią z 1657. Wyposażenie kościoła w większości jest barokowe, XVIII-wieczne: ołtarz z obrazami Wniebowzięcie Matki Boskiej oraz św. Michał Archanioł, na antepedium obraz Dobry Pasterz. Ołtarz boczny lewy z obrazem Matki Boskiej Częstochowskiej, ołtarz boczny prawy z obrazem Pietà. W kruchcie znajduje się kamienna kropielnica z XVII/XVIII.

## Polichromia
Dekoracja malarska figuralno-ornamentalna, barokowa z 1657, pokrywa całe wnętrze kościoła.
Na poszczególnych ścianach znajdują się następujące przedstawienia:
prezbiterium – dekoracja zakomponowana w dwóch rzędach. Rząd dolny przedstawia sceny pasyjne (kolejno od strony północnej):
- Ostatnia Wieczerza,
- Chrystus w Ogrójcu,
- Pojmanie,
- Biczowanie,
- Naigrywanie,
- Upadek pod krzyżem,
- Ukrzyżowanie,
- Opłakiwanie,
- Zmartwychwstanie,
- Trójca Święta.

W górnym rzędzie znajdują się postacie świętych:
- św. Paweł,
- św. Helena,
- św. Anna Samotrzeć,
- św. Agnieszka,
- św. Jadwiga Śląska,
- św. Katarzyna Aleksandryjska.

Pod oknem widoczne fragmenty nieczytelnego napisu i data 1657. Sklepienie ozdobione patronową dekoracją ornamentalno-roślinną.
nawa:
- ściana północna – monumentalna scena Sądu Ostatecznego z przedstawieniem w części dolnej postaci fundatora kościoła Wacława Pełki[5], w narożniku wschodnim znajduje się wizerunek św. Józefa z Dzieciątkiem;
- ściana południowa – w części centralnej Boże Narodzenie, u góry Bóg Ojciec wśród muzykujących aniołów i Duch Święty pod postacią gołębicy, w części dolnej Dzieciątko Jezus w żłóbku oraz adorujący Go Maryja, Józef, trzej Królowie oraz aniołowie, w narożniku wschodnim św. Maria Magdalena;
- ściana wschodnia (tęczowa) – św. Marcin na koniu (od północy) oraz św. Jerzy zabijający smoka (od południa). W części centralnej tęczy monogram IHS;
- ściana zachodnia – nad chórem muzycznym św. Hieronim na tle krajobrazu;
- sklepienie – ozdobione patronową dekoracją ornamentalną.

 parapet chóru muzycznego – Chrystus i apostołowie (kolejno od południa):
- św. Piotr,
- św. Jan,
- św. Andrzej,
- św. Jakub Starszy,
- św. Filip,
- św. Bartłomiej,
- Chrystus Zmartwychwstały,
- św. Tomasz,
- św. Jakub Młodszy,
- św. Juda Tadeusz,
- św. Szymon,
- św. Maciej,
- św. Paweł.

W dolnej części ścian nawy i prezbiterium występuje dekoracja w formie podwieszonych kotar.
Polichromia była poddana pracom konserwatorskim w 1961 wykonanym przez Pracownie Konserwacji Zabytków w Warszawie. Kolejną kompleksową konserwację dekoracji malarskich przeprowadzono w latach 1999–2004 (konserwator Jarosław Adamowicz). Przed przystąpieniem do konserwacji wykonano między innymi fotografie IR i UV, które pozwoliły na odczytanie i zrekonstruowanie niewidocznych fragmentów.